# David Fallows
David Fallows (Buxton, 20 dicembre 1945) è un musicologo britannico.

## Biografia
Fallows ha condotto i suoi studi presso il Jesus College di Cambridge e quindi presso il King's College di Londra, perfezionandosi poi presso l'Università di Berkeley in California. Si è dedicato poi all'insegnamento presso diverse Università sia in Gran Bretagna che negli Stati Uniti ma anche in diverse università europee fra le quali quelle di Parigi, Basilea e Vienna. Egli è considerato un esperto di musica rinascimentale ed all'inizio della sua carriera si è occupato di esecuzione collaborando con i gruppi Musica Reservata e Studio der frühen Musik. Ha scritto diversi libri sull'argomento.